# Jules Monnerot
Jules Monnerot (Fort-de-France, 28 novembre 1908 – Saint-Germain-en-Laye, 4 dicembre 1995) è stato un sociologo e giornalista francese.

## Biografia
Nel 1939, insieme a Georges Bataille e Roger Caillois fu uno dei fondatori del Collège de sociologie e della rivista Critique, è stato anche fra i collaboratori della rivista Acéphale. Figlio del giornalista Jules Monnerot, uno dei fondatori del Partito Comunista della Martinica, il coinvolgimento in politica di Monnerot cominciò in seno al movimento surrealista e all'estrema sinistra intellettuale, ma deviò successivamente verso l'anticomunismo e l'estrema destra. Tra i suoi libri più famosi si possono citare La Poésie moderne et le Sacré, Les faits sociaux ne sont pas des choses, Sociologie du communisme e Les Lois du tragique.
Laureatosi alla Sorbona con una tesi sul concetto di storia e filosofia nel Marx prima del Manifesto, dedica i suoi primi lavori alla poesia surrealista, della quale si propone di analizzare il carattere religioso e irrazionale. Durante la Seconda guerra mondiale si arruola volontario in fanteria e dopo la sconfitta e l'occupazione della Francia fa parte della Resistenza. 
In quegli anni scrive e pubblica un'opera polemica nella quale analizza l'epistemologia delle scienze sociali, prendendo posizione contro la concezione di Émile Durkheim che si propone di studiare i fatti sociali come "cose". Monnerot si considera piuttosto erede della tradizione sociologica italiana, in particolare di Vilfredo Pareto e Gaetano Mosca. Nel 1945 pubblica una serie di racconti, accanto ad altri di Georges Bataille.
Dal 1948 al 1953, Monnerot è membro del Consiglio Nazionale del Rassemblement du peuple français il partito fondato dal Generale Charles De Gaulle. Durante questo periodo è animatore della rivista Liberté de l'Esprit insieme a Raymond Aron e Jacques Soustelle. 
Fra il 1951 e il 1957, Monnerot è chiamato a insegnare dei corsi al Collège interarmées de défense sulle strategie politiche del marxismo rivoluzionario nel '900, le lezioni sono poi raccolte successivamente nel libro Sociologie du communisme. Nello stesso periodo il Cancelliere tedesco Konrad Adenauer lo nomina consulente per l'inchiesta che sfocia nella messa fuori legge del Partito Comunista Tedesco. 
Nel 1959, Monnerot rompe pubblicamente i legami politici con De Gaulle e si avvicina ai gruppi nazionalisti e monarchici, collaborando con la Nation française di Pierre Boutang, costola dell'Action française. Allo stesso tempo si dedica a scrivere dei monumentali studi sociologici sul comunismo, la rivoluzione e il fascismo che avvicina al concetto di "religioni secolari". Questo paragone fra il comunismo e la religione, in particolare con l'Islam, provocò una polemica restata negli annali con la studiosa Hannah Arendt che gli rimproverò di confondere concetti incompatibili. In effetti le opere sociologiche di Monnerot non sono studi empirici e rifiutano la neutralità assiologica raccomandata da Max Weber. Monnerot definiva il suo approccio "eziologico" o "clinico", sostenendo di analizzare le ideologie sotto la forma di mitologie politiche. Negli studi di questo periodo, particolarmente in Sociologie de la révolution l'autore faceva appello al controllo dello Stato sull'insegnamento universitario per impedire il propagarsi di idee politiche comuniste
Divenuto ormai un militante dell'estrema destra, Monnerot, negli anni'80, è membro del Consiglio politico e scientifico del Fronte Nazionale di Jean-Marie Le Pen. Negli anni '90, lo studioso si dimette da tutte le sue funzioni ufficiali nel FN in seguito a un contrasto con Le Pen a proposito della Guerra del Golfo nel 1990-91.